# Shoukhrat Dzhabarov
Shoukhrat Dzhabarov (tadjik : Шухрат Джабаров), né le 30 novembre 1973 en RSS du Tadjikistan, aujourd'hui au Tadjikistan, est un joueur de football international tadjik qui évoluait au poste d'attaquant.

## Biographie

### Carrière en club
Shoukhrat Dzhabarov évolue en Ouzbékistan et au Tadjikistan.
Il dispute 195 matchs dans le championnat d'Ouzbékistan, inscrivant 50 buts.

### Carrière en sélection
Shoukhrat Dzhabarov reçoit 19 sélections en équipe du Tadjikistan entre 1996 et 2007, inscrivant quatre buts.
Il participe avec cette équipe à l'AFC Challenge Cup en 2006. Le Tadjikistan remporte cette compétition en battant le Sri Lanka en finale.
Il dispute également les éliminatoires du mondial 1998, les éliminatoires du mondial 2002, et les éliminatoires du mondial 2010. Il participe aussi aux Jeux asiatiques de 1998.

## Palmarès
| Regar-TadAZ Tursunzoda - Championnat du Tadjikistan (3) : - Champion : 2005, 2011 et 2012. |  | Tadjikistan - AFC Challenge Cup (1) : - Vainqueur : 2006. |